# Liste der Erzbischöfe von Cashel

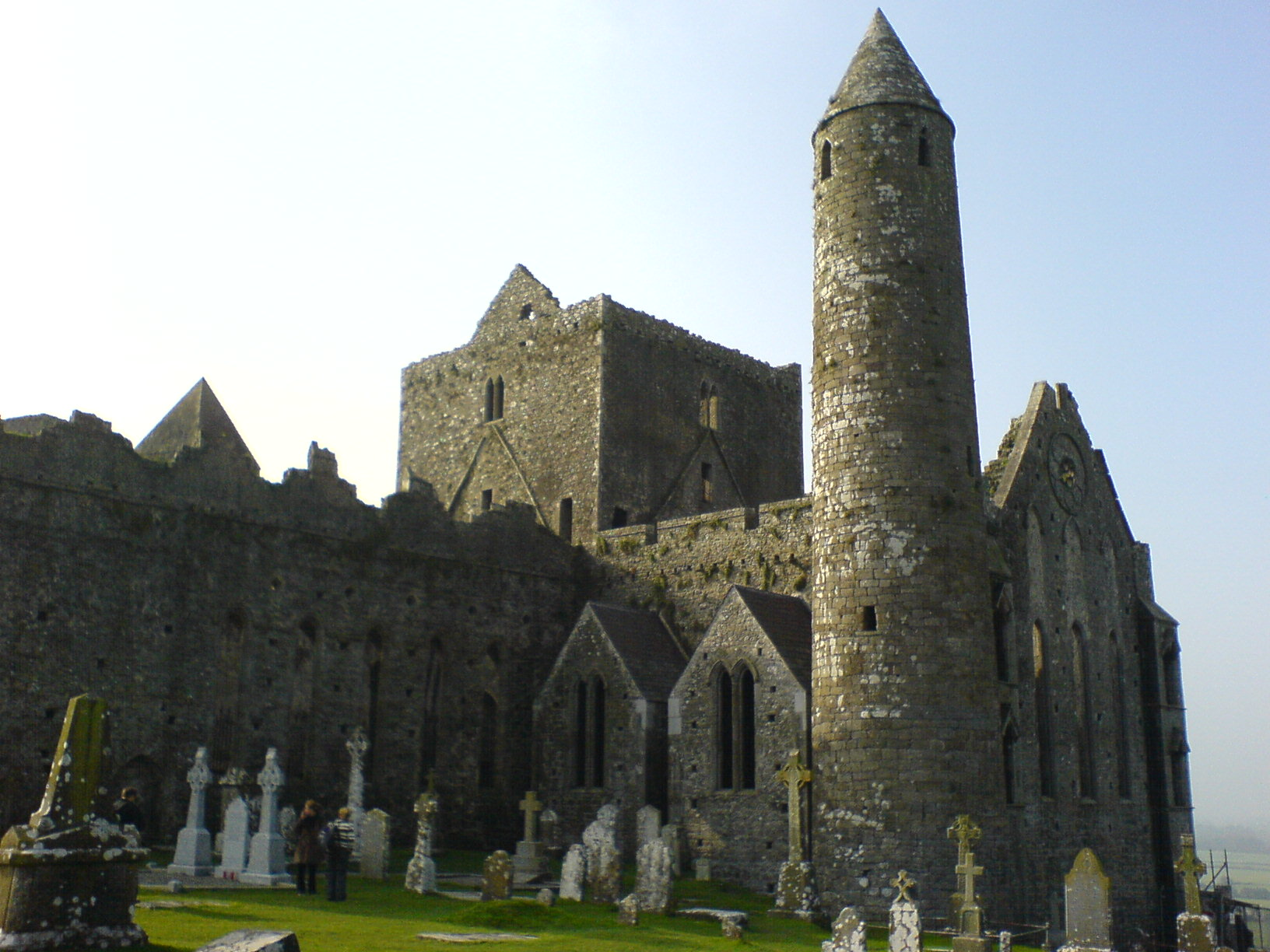
Die Ruine der Kathedrale zu Cashel

Die folgenden Personen waren römisch-katholische Bischöfe und Erzbischöfe von Cashel (Irland):
- 1111 –	... 	Máel Ísu Ua hAinmere [Malchus]
- ... –	1131 	Máel Ísu Ua Fogluda [Mauricius]
- 1131 –	1137 	Domnall Ua Conaing
- 1137/38–1158 	Domnall Ua Lonngargáin
- vor 1172–1182 	Domnall Ua hUallacháin [Donatus]
- vor 1186–1206 	Muirges Ua hÉnna, O.Cist. [Matthaeus, Mauricius oder Matthew O’Heney]
- um 1208–1216 	Domhall Ua Lonngargáin
- 1216 –	1223 	Donnchad Ua Lonngargáin
- 1223 	Michael Scotus (elekt)
- 1223 –	1237 	Mairín Ó Briain, O.S.A.
- 1238 –	1253 	David mac Cellaig, O.P. [David MacKelly oder O’Kelly]
- 1254 –	1289 	David Mac Cerbaill, O. Cist. [David Mac Carwill]
- 1290 –	1302 	Stiamna Ó Brácáin [Stephen O’Brogan]
- 1303 –	1304 	Mauricius Mac Cerbaill [Maurice Mac Carwell oder Mac Cerwill]
- 1317 –	1326 	William FitzJohn
- 1327 –	1329 	Seoán Mac Cerbaill [John MacCarwill]
- 1329 –	1331 	Walter le Rede
- 1332 –	1345 	Eóin Ó Grada
- 1346 –	1361 	Radulphus Ó Ceallaigh, O.Carm.
- 1362 	George Roche [George de Rupe]
- 1362 –	1365 	Sedisvakanz
- 1365 –	1372 	Tomás Mac Cearbhaill [Thomas MacCarwill]
- 1373 –	1380 	Philip of Torrington, O.F.M.
- 1382 –	1387 	Michael, O.F.M.
- ... –	1405 	Peter Hackett
- 1406 –	1440 	Risdeárd Ó hÉidigheáin [Richard O’Hedian]
- 1440 –	1451 	John Cantwell I.
- 1452 –	1484 	John Cantwell II.
- 1484 –	1503 	David Creagh
- 1504 –	1524 	Maurice FitzGerald
- 1524 –	1551 	Edmund Butler, O.Trin.
- 1553 –	1561 	Roland Baron Fitzgerald
- 1561 –	1567 	Sedisvakanz
- 1567 –	1578 	Maurice MacGibbon, O.Cist.
- 1581 –	1584 	Dermot O’Hurley
- 1584 –	1603 	Sedisvakanz
- 1603 –	1624 	David Kearney
- 1626 –	1654 	Thomas Walsh
  - um 1657 	John de Burgo (Apostolischer Vikar)
  - um 1665 	Gerard Fitzgerald (Apostolischer Vikar)
- 1669 –	1674 	William Burgat
- 1674–1677 Sedisvakanz
- 1677 –	1693 	John Brenan
- 1695 –	1710 	Edward Comerford
- 1711 –	1757 	Christopher Butler
- 1757 –	1774 	James Butler I
- 1774–1791 	James Butler II.
- 1792 –	1820 	Thomas Bray
- 1820 –	1821 	Patrick Everard
- 1822 –	Richard Laurence[1]
- 1823 –	1833 	Robert Laffan
- 1833 –	1857 	Michael Slattery
- 1857 –	1875 	Patrick Leahy
- 1875 –	1902 	Thomas William Croke
- 1901 –	1913 	Thomas Fennelly
- 1913 –	1946 	John Harty
- 1942 –	1959 	Jeremiah Kinane
- 1959 –	1988 	Thomas Morris
- 1988 –	2014 	Dermot Clifford
- seit 2014      Kieran O’Reilly SMA